# Gabriel (Gołosow)
Gabriel, imię świeckie Grigorij Wasiljewicz Gołosow (ur. 25 grudnia 1838?/6 stycznia 1839 w Kułaczowie, gubernia jarosławska, zm. 31 lipca?/13 sierpnia 1916 w Monasterze Żołtykowskim) – rosyjski biskup prawosławny.

## Życiorys
Był synem cerkiewnego psalmisty. Ukończył seminarium duchowne w Jarosławiu, a następnie Petersburską Akademię Duchowną. Jeszcze jako student 7 lutego 1864 złożył wieczyste śluby mnisze, zaś 25 marca 1864 został wyświęcony na hierodiakona. 19 czerwca 1867 wyświęcono go na kapłana. W 1872 obronił dysertację kandydacką, poświęconą muzyce liturgicznej w Kościele pierwszych wieków. Wcześniej, natychmiast po ukończeniu studiów w 1867, został skierowany do pracy w seminarium duchownym w Ufie jako wykładowca Pisma Świętego. Po roku pracy został przeniesiony do seminarium duchownego w Twerze, gdzie nauczał teologii pastoralnej, moralnej i porównawczej, wiedzy o staroobrzędowcach („rosyjskim raskole”) oraz języka hebrajskiego, a od 1871 także homiletyki. Od 1873 wykładał liturgikę i przedmioty pokrewne, będąc równocześnie w latach 1868–1872 asystentem inspektora seminarium, a w latach 1872–1879 ekonomem szkoły. Od 1880 do 1882 tymczasowo wykonywał obowiązki inspektora seminarium. Następnie z powodu choroby odszedł z funkcji i został skierowany do Żołtykowskiego Monasteru Zaśnięcia Matki Bożej jako jego przełożony. Jeszcze w tym samym roku polecono mu wyjazd do Petersburga, gdzie służył przez kolejne cztery lata.
Na wniosek ordynariusza eparchii twerskiej, arcybiskupa Sawy, został nominowany na biskupa starickiego, wikariusza tejże eparchii, zaś 14 grudnia 1886 wyświęcony na biskupa w Ławrze Aleksandra Newskiego. Jako biskup Gabriel (Gołosow) kierował również Monasterem Chłopięcym w Twerze, który wyremontował i w którym zorganizował szkołę psalmistów. Od 1894 zasiadał w komisji archiwalnej eparchii twerskiej; w wymienionym roku wydał opis dziejów Monasteru Chłopięcego. Był również odpowiedzialny za organizację nowych szkół parafialnych w eparchii, zwiększając ich liczbę z 20 do 200.
W 1897 został przeniesiony do eparchii wołogodzkiej, także jako wikariusz, z tytułem biskupa wielkoustiuskiego. Starał się o utworzenie odrębnej katedry wielkoustiuskiej, do czego ostatecznie, ze względów finansowych, nie doszło. W Wielkim Ustiugu wzniósł nowy budynek szkoły żeńskiej i utworzył towarzystwo wspierające najbiedniejsze uczennice. Założył również przytułek i dom pracy oferujący zatrudnienie w warsztatach bezrobotnym, otworzył szkołę misjonarzy działających wśród staroobrzędowców. W 1901 wydał pracę o historii monasteru, w którym rezydował.
W 1904 został, na własną prośbę, przeniesiony do eparchii połtawskiej, gdzie był biskupem pomocniczym z tytułem biskupa pryłuckiego. Rok później został biskupem omskim. W eparchii utworzył szereg nowych parafii, szczególnie cenił kapłanów z wyższym wykształceniem. Ukończył budowę domu biskupiego i siedziby konsystorza, otworzył również szkołę żeńską, seminarium duchowne, liczne szkoły parafialne i kilka towarzystw trzeźwości. Wspierał działalność misyjną duchowieństwa.
Związany z Czarną Sotnią, w 1908 utworzył w Omsku oddział Związku św. Michała Archanioła i został jego honorowym przewodniczącym, zachęcał duchowieństwo eparchii do przystępowania do organizacji. Zaczął również wydawać prawicowe pismo „Gołos Sibiri” i regularnie publikował na łamach pisma eparchialnego kazania i artykuły na tematy społeczne. Krytykował działalność Dumy Państwowej i zarzucał rosyjskim elitom politycznym niewolnicze naśladowanie zachodnich wzorców. Z kolei jego działalność była przedmiotem ataków ze strony lokalnej prasy liberalnej. W 1911 Świątobliwy Synod Rządzący przeprowadził w eparchii omskiej kontrolę, której wynik był negatywny dla ordynariusza administratury. Biskup Gabriel został przeniesiony w stan spoczynku i skierowany do monasteru Przemienienia Pańskiego w Arzamasie, gdzie żył na prawach przełożonego. W 1911 krótko przebywał w monasterze Trójcy Świętej w Kalazinie, następnie w Pustelni św. Mikołaja w Tieriebieniu i ponownie w Monasterze Żołtykowskim. Żył tam do śmierci i tam też został pochowany.
Autor opracowań z zakresu teologii liturgicznej i moralnej do użytku duchowieństwa i słuchaczy seminariów. Odznaczony orderem św. Anny I stopnia (1906) oraz orderem św. Włodzimierza III (1890) i II stopnia (1906).